# Marc-Alain Ouaknin
Pour les articles homonymes, voir Ouaknin.
Marc-Alain Ouaknin né le 5 mars 1957 à Paris est un philosophe et écrivain français.

## Biographie

### Famille et formation
Marc-Alain Ouaknin est le fils du grand-rabbin Jacques Ouaknin.
Il étudie à la Yechiva d'Aix-les-Bains (1970-1974), puis au Gateshead Talmudical College (1974-1975) et au Séminaire israélite de France (1977-1982), mais il ne reçoit pas le diplôme de rabbin.
Il devient docteur en philosophie (1986) sous la direction de Pierre Kaufmann à l'université Paris-Nanterre.

### Recherches
Professeur-associé de littérature comparée à l'université Bar-Ilan , il analyse la pensée d'Emmanuel Levinas en la mettant en dialogue avec les textes de la pensée juive et en particulier avec les textes de la Kabbale et du hassidisme, ainsi qu'avec la littérature, la psychanalyse et la phénoménologie de la religion.  
Depuis 2007 il contribue à une nouvelle traduction de la Bible hébraïque dans le cadre du « Projet Targoum ».

### Autres activités
Marc-Alain Ouaknin est coproducteur de l'émission Talmudiques avec Françoise-Anne Ménager diffusée le dimanche matin sur France Culture.

## Apports et travaux

### Des recherches interdisciplinaires
Marc-Alain Ouaknin traite différents domaines, questions et thématiques dans un entrecroisement interdisciplinaire, des ponts permanents (qu’il appelle aussi Zeugma). Ces domaines sont la Bible, le Midrach, le Talmud, la Kabbale et le Hassidisme, la théologie, la philosophie, la psychanalyse et la littérature. Il étudie l’œuvre de Kafka en relation avec le judaïsme et la Kabbale.
Il aborde les questions de l’histoire de l'écriture et de l’alphabet, du livre, du langage, de la lecture, de la traduction, de l'interprétation (l’herméneutique), de la transmission, de l'éducation, de la thérapie (bibliothérapie), de l’érotisme, de l’éthique et de l’humour.

### Connaître les sources
Ouaknin insiste sur les fondements philosophiques de la loi, sur l'importance de l'articulation de la Loi et du Récit, du « rite » et du « mythe », qui est pour lui le « rythme » fondamental des textes de la tradition hébraïque et en particulier du Talmud,

### Bibliothérapie
Ouaknin rejoint la recherche herméneutique de Paul Ricœur et sa dialectique de l'interprétation. On peut rapprocher ces catégories herméneutiques de l'explication et de la compréhension des catégories talmudiques de Pchat et de Drach, même si c'est beaucoup plus complexe.
La bibliothérapie pour Ouaknin est principalement une « bibliothérapie herméneutique » qu'il développe dans son ouvrage Bibliothérapie, lire c'est guérir, qui renouvelle  et redynamise en France le champ de cette discipline.

### Recherches sur les nombres
Marc-Alain Ouaknin approfondit le sens philosophique de la « Guematria », règle d'interprétation qui s'appuie sur l'équivalence des lettres de l'alphabet hébraïque et les nombres. Un de ses apports majeurs porte sur le « Kouzou », c'est-à-dire sur la question des lettres en mouvement.

### Le Livre brûlé
Une partie importante des recherches de Marc-Alain Ouaknin est consacrée à Nahman de Bratslav. Rabbi Nahman introduit un « objet conceptuel », le Livre brûlé, un livre qu'il écrit et brûle.
Si Rabbi Nahman était déjà connu, Marc-Alain Ouaknin, par Le livre brûlé, l’introduit dans le champ des études universitaires européennes, en montre la modernité et les liens avec la littérature, la philosophie et la psychanalyse.
Le Livre brûlé de Ouaknin dialogue avec Pluie d’été de Marguerite Duras qui s’en serait peut-être inspiré pour un des éléments importants de l’intrigue de son récit et a donné son titre au livre de Rodger Kamenetz Burnt Books, Rabbi Nahman of Bratslav and Franz Kafka, Schoken, New-York, 2010.

« Il est interdit d’être vieux. »

L’aphorisme de Rabbi Nahman qui figure comme en exergue du Livre brûlé est repris et commenté, entre autres, par Maurice Blanchot, Jacques Derrida et Didier Cahen. Aphorisme qui invite au non-désespoir et au renouvellement permanent, le hidouch, c'est-à-dire le « renouvellement du sens ».

### Le Cantique des Cantiques
Marc-Alain Ouaknin collabore au Cantique des Cantiques publié aux Éditions Diane de Selliers. Il a produit des études critiques qui permettent de guider le lecteur entre les multiples traductions françaises et leurs nuances et de découvrir la richesse de la langue hébraïque.

### Traduction de la Bible
En 1983 Marc-Alain Ouaknin publie la traduction d'un texte midrachique, Les Pirqé de Rabbi Eliézer en collaboration avec Charles Mopsik et Eric Smilévitch.
En 1994 il rédige une grande introduction à la réédition de la traduction de la Bible de Samuel Cahen (1831-1839), aux Éditions du Cerf.
En 2001, il publie « La Colombe », traduction du Livre de Jonas, en collaboration avec Anne Dufourmantelle dans La Bible publié aux éditions Bayard.
En 2019 il fait partie de l'équipe des réviseurs et spécialistes de la traduction de la Bible « Nouvelle français courant ».
Marc-Alain Ouaknin fait partie du comité scientifique de SEPTET (Société d'études des pratiques et théories en traduction)

#### Une nouvelle traduction de la Bible
En 2007 Marc-Alain Ouaknin cofonde le Projet Targoum, projet d'une nouvelle traduction de la Bible hébraïque, (traduction et commentaires), qui devient en 2017 L'Institut Targoum-IRETS ( Institut de Recherches et d’Études sur la Traduction des Textes Sacrés), en partenariat avec le Centre culturel du MJLF (J.E.M) et la Fondation Moses Mendelssohn.
En 2019, il publie aux Éditions Diane de Selliers une nouvelle traduction des onze premiers chapitres de la Genèse : La Genèse de la Genèse illustrée par l'abstraction.

## Publications
- Introduction à la littérature talmudique, publiée en guise d'étude préliminaire à la traduction des Aggadoth du Talmud de Babylone - 'Ein Yaakov par Arlette Elkaïm-Sartre, éd. Verdier (1982) ; rééd. corrigée (1990)
- Le Livre brûlé : lire le Talmud, éd. Lieu Commun (1986) ; éd. Seuil (1992); traduit en anglais, allemand, espagnol, italien et une partie en japonais.
- Lire aux éclats, éd. Lieu Commun (1986); éd. Seuil (1993); traduit en espagnol.
- Ouvertures hassidiques, éd. Grancher (1990);traduit en polonais.
- Bibliothérapie, éd. Seuil (1994)[traduit en portugais (Brésil]
- Méditations érotiques : essai sur Emmanuel Lévinas, éd. Balland (1992) ; éd. Payot (1994)
- Concerto pour quatre consonnes sans voyelles, éd. Balland (1992) ; éd. Payot (1998)
- Le Colloque des anges, éd. Fata Morgana (1995); édition bilingue français-hébreu.
- Symboles du judaïsme, avec des photos de Laziz Hamani, éd. Assouline (1995); traduit en anglais et en allemand.
- La plus belle histoire de Dieu, (en collaboration avec Jean Bottero et Joseph Moingt), éd.Seuil (1997);traduit en espagnol, italien, polonais, portugais, turc, grec, chinois, coréen, et roumain.
- Les mystères de l'alphabet, éd. Assouline (1997); traduit en anglais et en italien.
- « Le secret de la rose... : quatre poèmes-commentaires du premier chapitre de la Genèse », in Sigila no 1 (1998)
- « La dialectique de l'oubli et de la mémoire chez Georges Pérec », in Sigila no 2 (1998)
- Sept roses plus tard, avec des calligraphies de Franck Lalou, éd. Fata Morgana (1999)
- Le coq et le messie, éd. Fata Morgana (2000) (bilingue hébreu-français)
- Je suis le marin de tes yeux, éd. Alternatives (2000)
- Tsimtsoum : introduction à la méditation hébraïque, éd. Albin Michel (1992 ; 2000)
- Le Livre des prénoms bibliques et hébraïques, éd. Albin Michel, en collaboration avec D. Rotnemer (199 et 1997), édition de poche Albin Michel (2017)
- Mystères de la Kabbale, éd. Assouline (2000)[Traduit en anglais et en polonais]
- Invitation au Talmud, éd. Flammarion, coll. « Dominos » (2001)[Traduit en italien]
- Dieu et l'art de la pêche à la ligne, éd. Bayard (2001)
- C'est pour cela qu'on aime les libellules, éd. Seuil (2001); traduit en japonais.
- La Haggada de Pâque, éd. Assouline, avec des peintures de Gérard Garouste (2001); traduit en anglais.
- La Bible de l'humour juif, en collaboration avec D. Rotnemer, éd. Ramsay (1995) ; éd. J'ai lu (2002) ; édition refondue[22], précédée d'un Tractatus Judaeus Humoristicus, « petit traité sur l’humour juif » Michel Lafon, 2012
- Les Dix Commandements, en collaboration avec Jean-Louis Schlegel, éd. Seuil (2003)[Traduit en italien, espagnol, hollandais et portugais]
- Mystères des chiffres, éd. Assouline (2004); traduit en anglais, espagnol et coréen.
- Jean Daviot : Le ciel au bout des doigts, éd. Paris musées (2004)
- Bar-Mitsva : un livre pour grandir, avec Françoise-Anne Ménager, éd. Assouline (2005); traduit en anglais.
- Zeugma, mémoire biblique et déluges contemporains, éd. Seuil, (2008)
- Mystères de la Bible, éd. Assouline, (2008)
- La Tora expliquée aux enfants, éd. Seuil (2009) ; traduit en italien.
- L'alphabet expliqué aux enfants, Seuil, (2012)
- Zeugma : mémoires bibliques et déluges contemporains en édition de poche, coll. « Points-Seuil », (2013)
- La genèse de la Genèse illustrée par l'abstraction, Éditions Diane de Selliers, (2019)

### Participations
- « La crise temporelle » in Regards sur la crise : réflexions pour comprendre la crise... et en sortir, ouvrage collectif dirigé par Antoine Mercier avec Alain Badiou, Miguel Benasayag, Rémi Brague, Dany-Robert Dufour, Alain Finkielkraut, Élisabeth de Fontenay..., Paris, Éditions Hermann, 2010